# Gérard Lanvin
Gérard Lanvin (* 21. Juni 1950 in Boulogne-Billancourt) ist ein französischer Schauspieler.

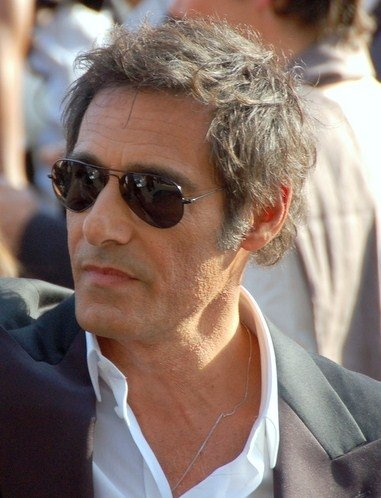
Lanvin beim Festival in Cannes 2008

## Leben
Lanvin verließ mit 17 Jahren die Schule, um Schauspieler zu werden. Schauspielschulen ablehnend, verdiente er sich zeitweise seinen Lebensunterhalt als Jeansverkäufer auf Flohmärkten, ehe er die Bekanntschaft von Miou-Miou und Coluche machte. Er wurde daraufhin Mitglied der bekannten Theatergruppe Café de la Gare und gründete später gemeinsam mit Martin Lamotte und Christine Dejoux sein eigenes café-théâtre, das La Veuve Pichard.
Im Jahr 1977 erhielt er von Coluche eine Filmrolle in Vous n’aurez pas l’Alsace et la Lorraine, nachdem er bereits 1976 an dessen Seite eine kleine Nebenrolle in dem Louis-de-Funès-Film Brust oder Keule gespielt hatte. Einen Aufschwung nahm seine Karriere in den 1980er-Jahren. Im Jahr 1980 spielte er in Die Taxifahrerin von Jacques Bral einen der beiden Freunde der Taxi-fahrenden Hauptdarstellerin. Im Jahr 1982 erhielt er den Prix Jean Gabin für seine Rolle des Angestellten Louis Coline, dessen neuer Chef Michel Piccoli sich auch in sein Privatleben mischt, in dem Film Eine merkwürdige Karriere von Pierre Granier-Deferre. Einen Publikumserfolg hatte er mit der Komödie Zwei Fische auf dem Trockenen von Michel Blanc (1984), um zwei vagabundierende Freunde, die sich wie schon in Die Taxifahrerin in dieselbe Frau verlieben.
Im Jahr 1995 erhielt er einen César als bester Hauptdarsteller für Nicole Garcias Drama Der Lieblingssohn. Im Jahr 2001 gewann er einen weiteren César als bester Nebendarsteller für die Komödie Lust auf anderes von Agnès Jaoui.
Im Jahr 2008 spielte er in der Verfilmung des Lebens des Gangsters Jacques Mesrine (Public Enemy No. 1 – Todestrieb) von Jean-François Richet einen von dessen Unterführern.
2013 verkörperte er den Grafen Joffrey de Peyrac in „Angelique“, einer Verfilmung der zwei ersten Bände der bekannten Romanreihe von Anne und Serge Golon.

## Filmografie (Auswahl)
- 1976: Brust oder Keule (L’aile ou la cuisse)
- 1979: Les héros n’ont pas froid aux oreilles
- 1980: Die Taxifahrerin (Extérieur, Nuit)
- 1980: Ferien für eine Woche (Une semaine de vacances)
- 1981: Ist das wirklich Liebe, Liebling? (Est-ce bien raisonnable?)
- 1981: Eine merkwürdige Karriere (Une étrange affaire)
- 1981: Wahl der Waffen (Le choix des armes)
- 1982: Kaltes Blut (Tir groupé)
- 1983: Kopfjagd – Preis der Angst (Le prix de danger)
- 1984: Zwei Fische auf dem Trockenen (Marche à l’ombre)
- 1984: Die Spezialisten (Les spécialistes)
- 1987: Saxo – Musik in Dur und Mord (Saxo)
- 1990: So sind die Tage und der Mond (Il y a des jours… et des lunes)
- 1992: Die schönste Geschichte der Welt (La belle histoire)
- 1994: Der Lieblingssohn (Le fils préféré)
- 1996: Mein Mann – Für deine Liebe mach’ ich alles (Mon homme)
- 1996: Anna Oz
- 2000: Lust auf Anderes (Le goût des autres)
- 2001: Love Bites (Les morsures de l’aube)
- 2002: Ball & Chain – Zwei Nieten und sechs Richtige (Le boulet)
- 2003: Les clefs de bagnole
- 2006: Le Héros de la famille
- 2008: Public Enemy No. 1 – Todestrieb (L’ennemi public n°1)
- 2008: Rekruten des Todes (Secret défense)
- 2010: Point Blank – Aus kurzer Distanz (À bout portant)
- 2011: A Gang Story – Eine Frage der Ehre (Les Lyonnais)
- 2013: Angélique
- 2014: 96 heures
- 2014: Colt 45
- 2018: Call My Agent! (Dix pour cent, Fernsehserie, zwei Folgen)
- 2020: Banden von Marseille (Bronx)
- 2025: Verirrte Kugel 3 (Balle perdue 3)